# Goniagnathus rugulosus
Goniagnathus rugulosus är en insektsart som beskrevs av Haupt 1917. Goniagnathus rugulosus ingår i släktet Goniagnathus och familjen dvärgstritar. Inga underarter finns listade i Catalogue of Life.